# Магистрални пут 61 (Хаваји)
Хавајска рута 61 (позната и као Ауто-пут Пали) је главни ауто-пут који повезује центар највећег хавајског града Хонолулуа са северним делом острва Оаху. Од центра града, ауто-пут иде према Ну'уану долини и према стамбеном насељу Ну'уану. Затим пролази кроз тунел Ну'уану Пали, и спушта се до насељених места Канеохе и Кајлуа. Ауто-пут је дугачак 17,4 km.

## Историја
Оригинални ауто-пут је ишао и преко делова старог Ауто-пута Пали који и даље постоји, али је затворен за саобраћај. Стари Пали ауто-пут је у популарној хавајској култури место где живе духови. Многе приче о духовима се вежу за овај затворени ауто-пут. Велики део старог ауто-пута је изграђен на месту где су били покопани древни хавајски ратници који су погинули у битки код Ну'унауа.